# ماروتي 800
ماروتي 800 (بالإنجليزية: Maruti 800)‏ هي سيارة سياحية صغيرة تنتجها شركة ماروتي سوزوكي في الهند بشكل حصري. الجيل الأول من السيارة SS80 كان مبني ومستوحى من سيارة سوزوكي فرونتي التي أنتجتها شركة سوزوكي اليابانية في سنة 1979 واحتوت على محرك 800 سي سي F8B.
ماروتي 800 هي سيارة مدينة صغيرة تم تصنيعها بواسطة ماروتي سوزوكي في الهند من 1983 إلى 2014.
اعتمد الجيل الأول (س.س80) على سوزوكي ألتو عام 1979 وكان له محرك 800 س.س F8B، ومن هنا جاء اللقب. تعتبر على نطاق واسع السيارة الأكثر نفوذاً في الهند، حيث تم إنتاج حوالي 2.87 مليون 800 ثانية خلال مسارها، تم بيع 2.66 مليون منها في الهند نفسها.
مع أكثر من 31 عاماً من الإنتاج، تظل ماروتي 800 ثاني أطول سيارة إنتاج في الهند، بعد أمباسادور  هندوستان.

## التاريخ
في الثمانينيات وأوائل التسعينيات، كان اسم «ماروتي» مرادفاً لماروتي 800. وظلت السيارة الأكثر مبيعاً في الهند حتى عام 2004، عندما أخذت ماروتي ألتو العنوان. كما تم تصديرها إلى عدد من البلدان في جنوب آسيا بما في ذلك نيبال وبنغلاديش وسريلانكا، وكانت متوفرة أيضاً في المغرب وأسواق أوروبية مختارة، وغالباً ما تباع باسم سوزوكي ماروتي.
في حفل مفصل أقيم في نيودلهي في 14 ديسمبر 1983، سلمت رئيسة الوزراء آنذاك إنديرا غاندي مفاتيح السيارة الأولى إلى السيد هاربل سينغ/ هاراديسا سينغ، الذي فاز بحقوق الملكية من خلال سحب الحظ. اعتمد 800 الأصلي على سوزوكي فرونت 80س.س، ولكن تم تقديم نسخة ديناميكية هوائية حديثة باستخدام هيكل الجيل الثاني من ألتو (SB308) في أواخر عام 1986. وقد أحدث إدخال هذه السيارة ثورة في صناعة السيارات في الهند.
منذ بدايتها، تم اعتبارها أول سيارة بأسعار معقولة للأشخاص، وأول سيارة دفع أمامي في العصر الحديث ومركبة صغيرة حديثة عالية السرعة. كان التسليم مقابل الحجوزات التي تم إجراؤها مباشرةً مع شركة ماروتي يوديغ ليميتد (تعهد حكومة الهند).
سيتعين على المالك المحتمل بعد ذلك الانتظار لمدة ثلاث سنوات تقريباً بعد الحجز حتى التسليم. أدت فترات الانتظار الممتدة هذه إلى انخراط بعض الأشخاص في التسويق الأسود وكسب أقساط تصل إلى 40٪. السيارات التي تم إنتاجها خلال السنوات الأولى كانت أساساً مكونات سوزوكي و.ي.م مستوردة من اليابان وتم تجميعها فقط بواسطة ماروتي يوديغ ليميتد في مصنع جورغان.
بدأت الصادرات إلى الدول المجاورة في عام 1987، وتلتها شحنة من 500 سيارة إلى المجر، مع وصول أول سيارة في 24 أكتوبر 1987. وسرعان ما تبعت الصادرات إلى تشيكوسلوفاكيا ويوغوسلافيا، وهما سوقان آخران بهما متطلبات تجانس أقل تقييداً من أوروبا الغربية. بعد النجاحات هناك، وعلى الرغم من اعتراضات سوزوكي، تعامل ماروتي مع أسواق أكثر تنافسية ودخل فرنسا في عام 1989، وهولندا في عام 1990، تليها إنجلترا ومالطا وإيطاليا.[بحاجة لمصدر] في الأسواق التي بها حصة للسيارات اليابانية، تم بيع 800 على أنها ماروتي، مع إزالة كل ذكر لسوزوكي بعناية - حتى أن الكتيبات تمت مراجعتها، حتى لا تتعارض مع متطلبات الحصة.
استمر بيع 800 في إيطاليا وأسواق أوروبا الغربية الأخرى حتى عام 2004، عندما لم يعد من الممكن تصنيعها لتلبية معدات الانبعاثات والسلامة. لم يتم تجهيز ماروتي مطلقاً بأحزمة الأمان حتى بدأت الصادرات، مما يعني أنه كان لابد من استيراد هذه الأجزاء في الأصل من اليابان لتجهيزها لتصدير السيارات في السوق، كما هو الحال مع كل ما يتعلق ببناء السيارات ذات الدفع الأيسر. حصلت ماروتي أيضاً على أول محول حفاز لتلبية المتطلبات الأوروبية. وصلت النسخة الأنظف 35 حصان (26 كيلوواط) لأول مرة في أغسطس 1992 وكانت محجوزة في الأصل لأوروبا.

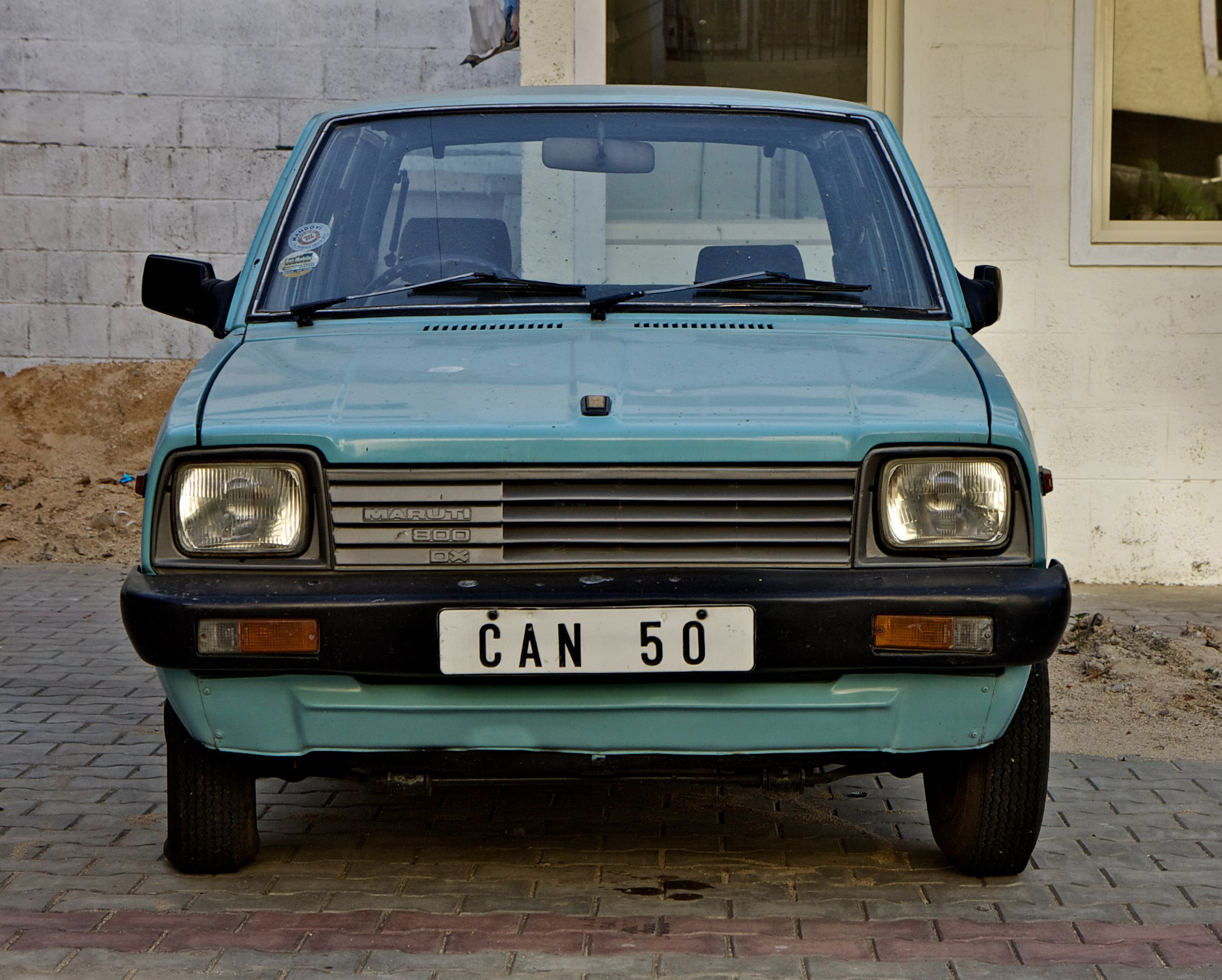
الجيل الأول ماروتي 800 د.إكس

## تخلص من…

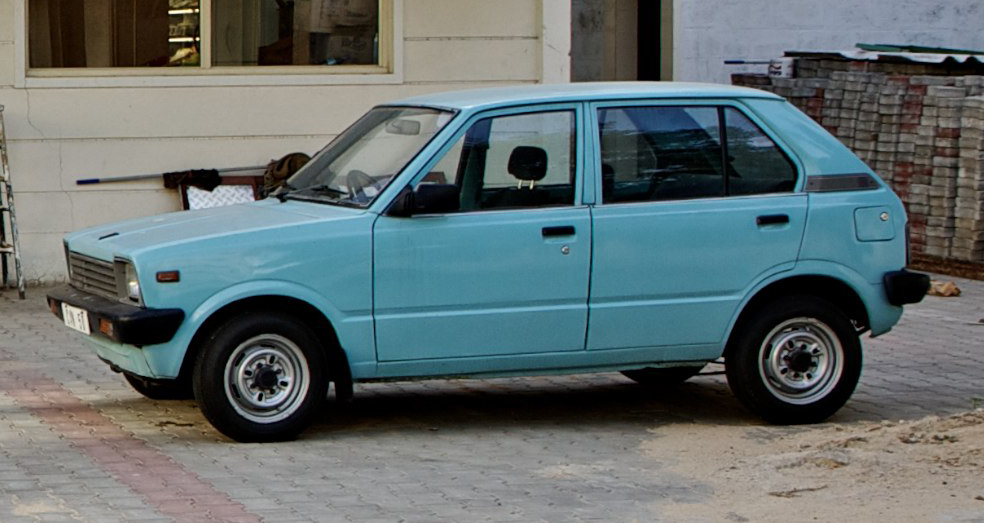
الجيل الأول ماروتي 800 د.إكس

بدأت ماروتي سوزوكي التخلص التدريجي من ماروتي 800 بدءاً من أبريل 2010.

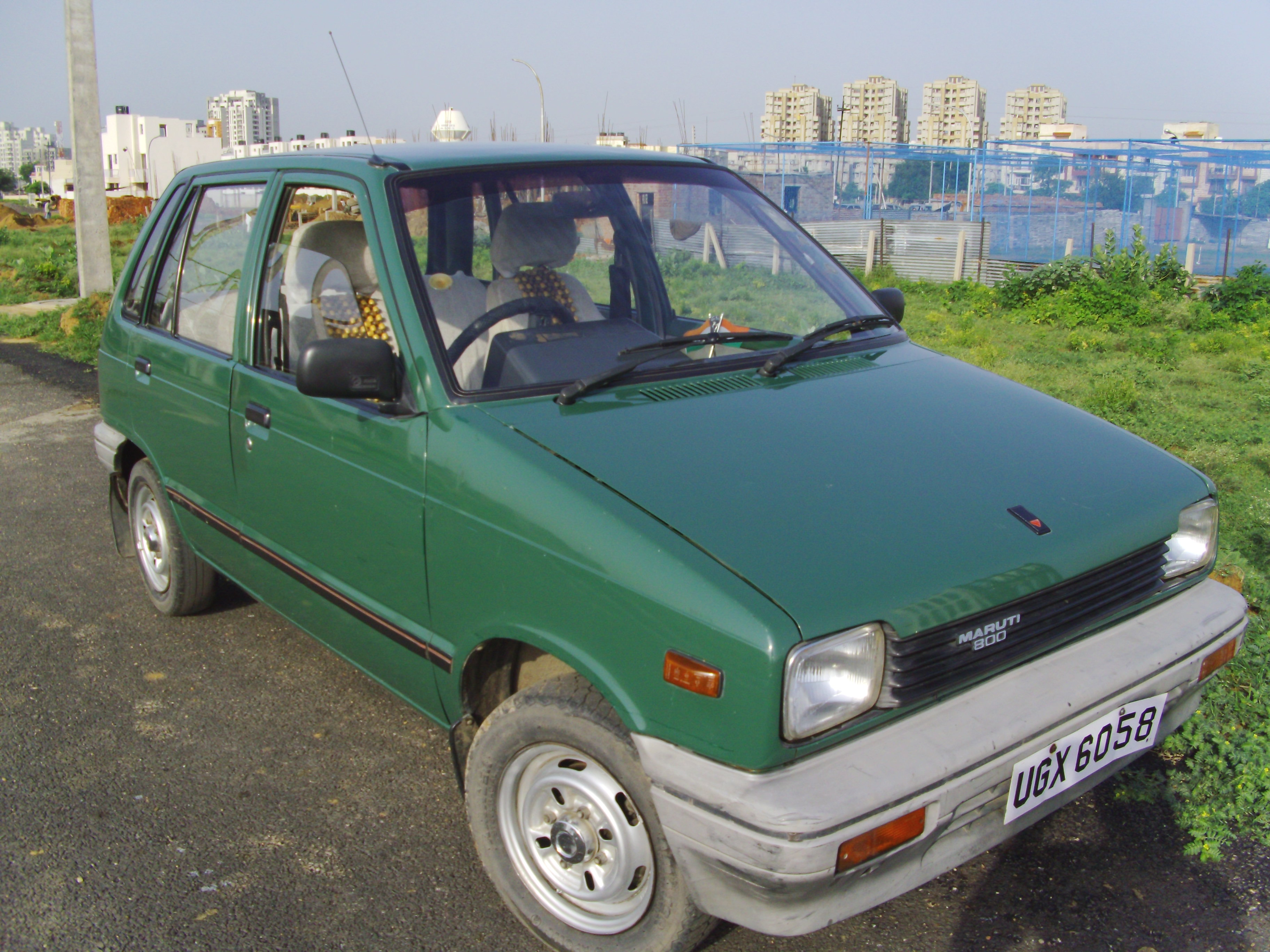
ماروتي سوزوكي 800 في الهند

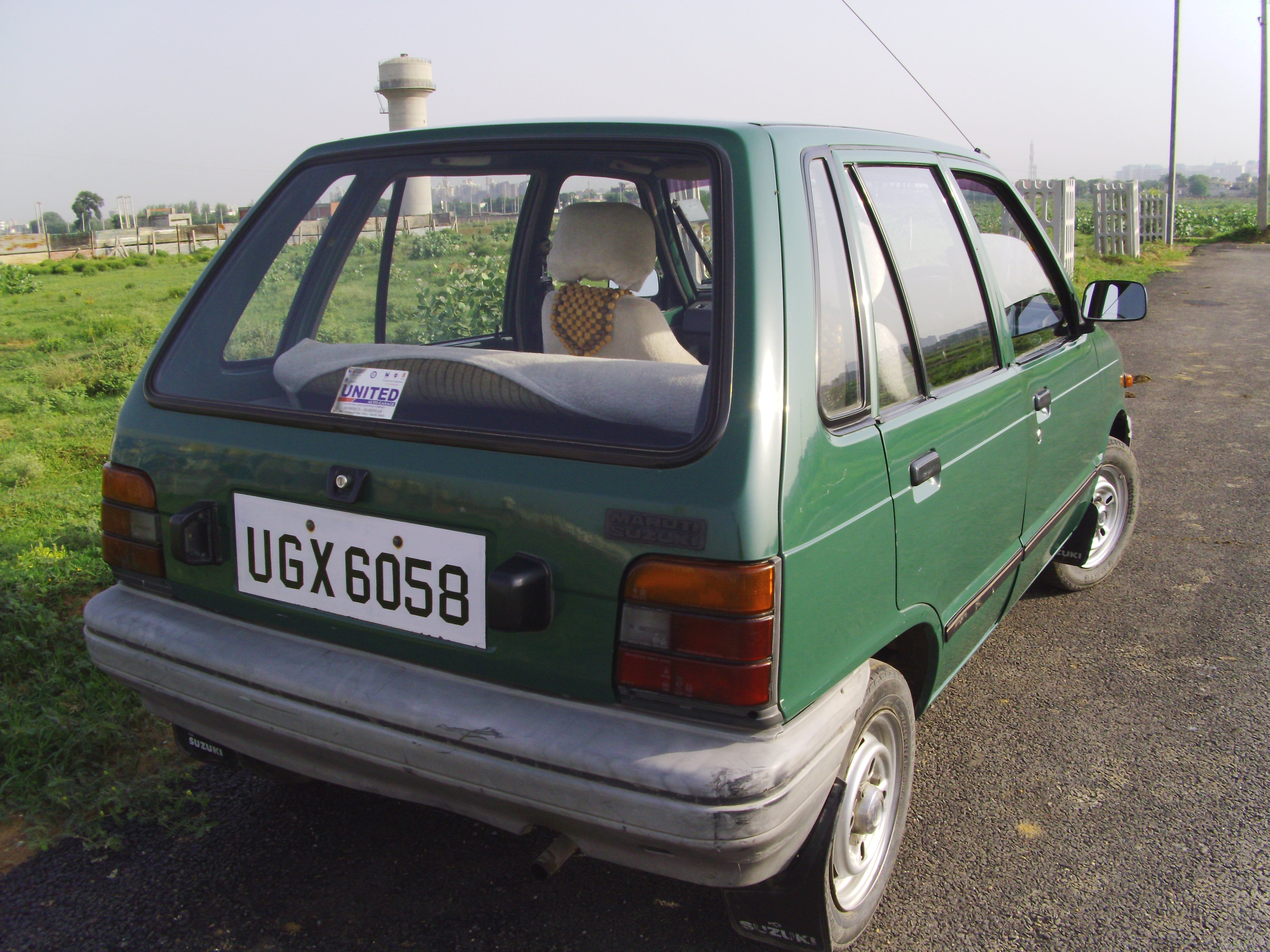
ماروتي سوزوكي 800 في الهند

لم يكن لدى ماروتي سوزوكي خطط لتحديثه إلى معايير الانبعاثات يورو 5 أو BS IV.
اعتباراً من أبريل 2010، أوقف ماروتي مبيعات السيارة في 13 مدينة رئيسية: المترو الأربعة في تشيناي ودلهي وكلكتا ومومباي و9 مدن أخرى بما في ذلك كانبور وبنغالور وحيدر أباد وبوني وأحمد أباد وأغرا وسورات، حيث وضع القانون  إلزامي للمركبات المباعة لتكون متوافقة مع يورو 5.
سبب آخر تم الاستشهاد به هو انخفاض مبيعات النموذج الذي عفا عليه الزمن نسبياً. انخفضت مبيعات ماروتي 800 بنسبة 3.7٪ في أبريل 2010، مقارنة بشهر أبريل 2009.
بلغ إجمالي مبيعات ماروتي 800 33028 للفترة من أبريل 2009 إلى مارس 2010. تعد صناعة السيارات الهندية سابع أكبر صناعة في العالم، حيث يبلغ إنتاجها السنوي أكثر من 4 ملايين سيارة ويبلغ حجم الصادرات حوالي 600000.
في عام 2009، برزت الهند كرابع أكبر مصدر للسيارات في آسيا، بعد اليابان وكوريا الجنوبية وتايلاند.
تم إخراج آخر ماروتي 800 من خطوط الإنتاج في 18 يناير 2014.

## التغييرات

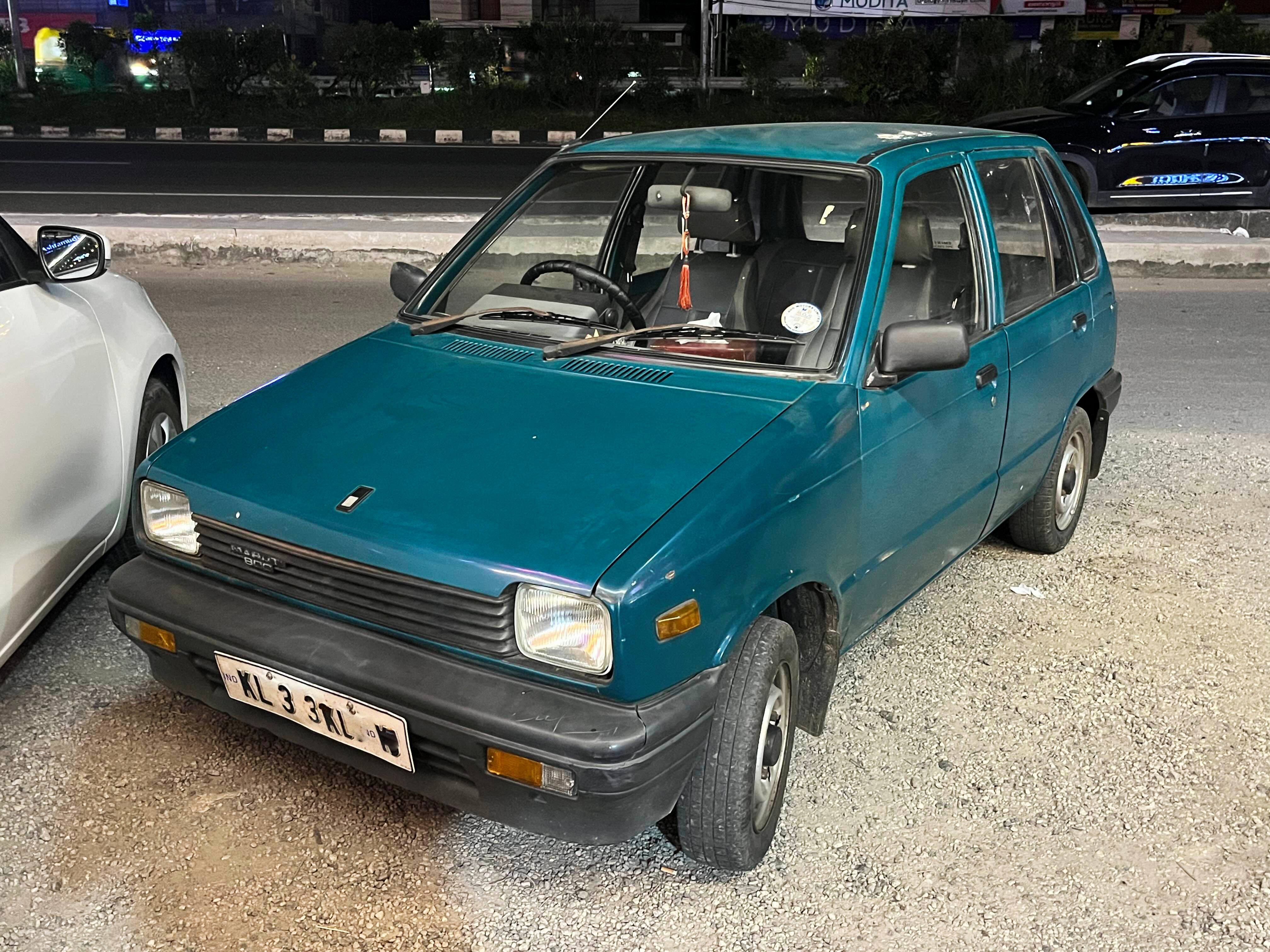
ماروتي موديل 1994

بعد تغيير النموذج بالكامل في عام 1986، خضع 800 لبعض عمليات تجميل طفيفة ولكن بشكل عام لا تزال كما كانت عند المقدمة. أبلغت السيارة عن انخفاض المبيعات في الآونة الأخيرة، ويرجع ذلك أساساً إلى إدخال ألتو بسعر مماثل. تنتج السيارة ما يقرب من 37 حصاناً (28 كيلو واط، 38 حصاناً) من الطاقة وتعمل على عجلات 12 بوصة. يبلغ وزن السيارة الفارغة 650 كجم (1433 رطلاً) ويتناسب مع أربعة ركاب (بما في ذلك السائق). أطلقت ماروتي سوزوكي في وقت سابق إصداراً بإصدار اثني عشر صماماً من المحرك ينتج 45 حصاناً (34 كيلو واط، 46 حصاناً) إلى جانب محرك  ناقل حركة يدوي بخمس سرعات (موجود حالياً في سوزوكي ألتو) لكنه توقف بعد عامين.
الجيل الثاني من ماروتي 800 الذي تم إنتاجه من 1986 إلى 1997 خضع لبعض التغييرات في مظهره. كانت الشبكة الأصلية التي تم تقديمها في عام 1986 عبارة عن شبكة أفقية ذات أحاديات حرف «ماروتي 800» في الزاوية اليمنى. تم استبدال هذه الشبكة بشبكة مع شعار ماروتي في المنتصف في عام 1997. كما تم استبدال فتحة غطاء المحرك التي تم وضعها على غطاء المحرك بزر إخراج داخل السيارة. تم تغيير أغطية الوصل أيضاً من تلك الفضية اللامعة إلى أغطية بلاستيكية.
تم تقديم عدة ألوان جديدة أيضاً، مثل الزجاج الأخضر، البسكويت، الؤلؤ الأبيض، والأزرق، إلخ.
تم إصدار نسخة متوافقة مع انبعاثات يورو III من السيارة في عام 2005 لتلبية لوائح الانبعاثات الهندية. كما تم إصدار نسخة من السيارة إل.بي.جي في عام 2008. اعتباراً من سبتمبر 2009، لم تتوصل الشركة بعد إلى قرار بشأن تصنيع نسخة متوافقة مع يورو 5 من السيارة لأنها ستزيد من سعر التجزئة. ومع ذلك، فإن لوائح الانبعاثات الأكثر صرامة التي دخلت حيز التنفيذ بحلول أبريل 2010، ستفرض الامتثال لليورو الرابع في المدن الهندية الكبرى بما في ذلك دلهي ومومباي وحيدر أباد وبنغالور و2015-2016 لبقية البلاد.
بحلول عام 2005، خطط ماروتي للتخلص التدريجي من 800 عام 2010 تقريباً. لكنها كانت لا تزال معروضة للبيع في أكتوبر 2011. منافسها الرئيسي هو تاتا نانو الأرخص ثمناً (123000 مقارنة بـ 184.641 روبية) والتي تتميز بحجم خارجي أصغر بنسبة 8 في المائة ومحرك أكثر ضوضاء مع عزم دوران أقل. ولكن في عام 2011، أعلن ماروتي سوزوكي إعادة إطلاق معايير الانبعاث يورو 5 المتوافقة مع ماروتي 800 للاستفادة من سوق السيارات الصغيرة الذي ينافس تاتا نانو مباشرة، ولكن في وقت لاحق قرر ماروتي سوزوكي التخلص التدريجي لأنه لم يكن ذلك ممكناً للشركة.

## الإنتاج
بدأ إنتاج المركبة في سنة 1983 وتوقف في 2013 ، مما يجعلها ثاني أطول فترة زمنية متتابعة لإنتاج سيارة في الهند وذلك بعد سيارة هندوستان أمباسادور، وخلال السنوات الثلاثين تم تصنيع وبيع 2.87 وحدة من سيارة ماروتي 800. واحتلت السيارة المرتبة الأولى في المبيعات من سنة 2010 حتى 2014 داخل الهند وصدرت منها الهند لدول العالم الثالث وجيرانها الآسيويين ودول من العالم العربي وشمال أفريقيا وروسيا.

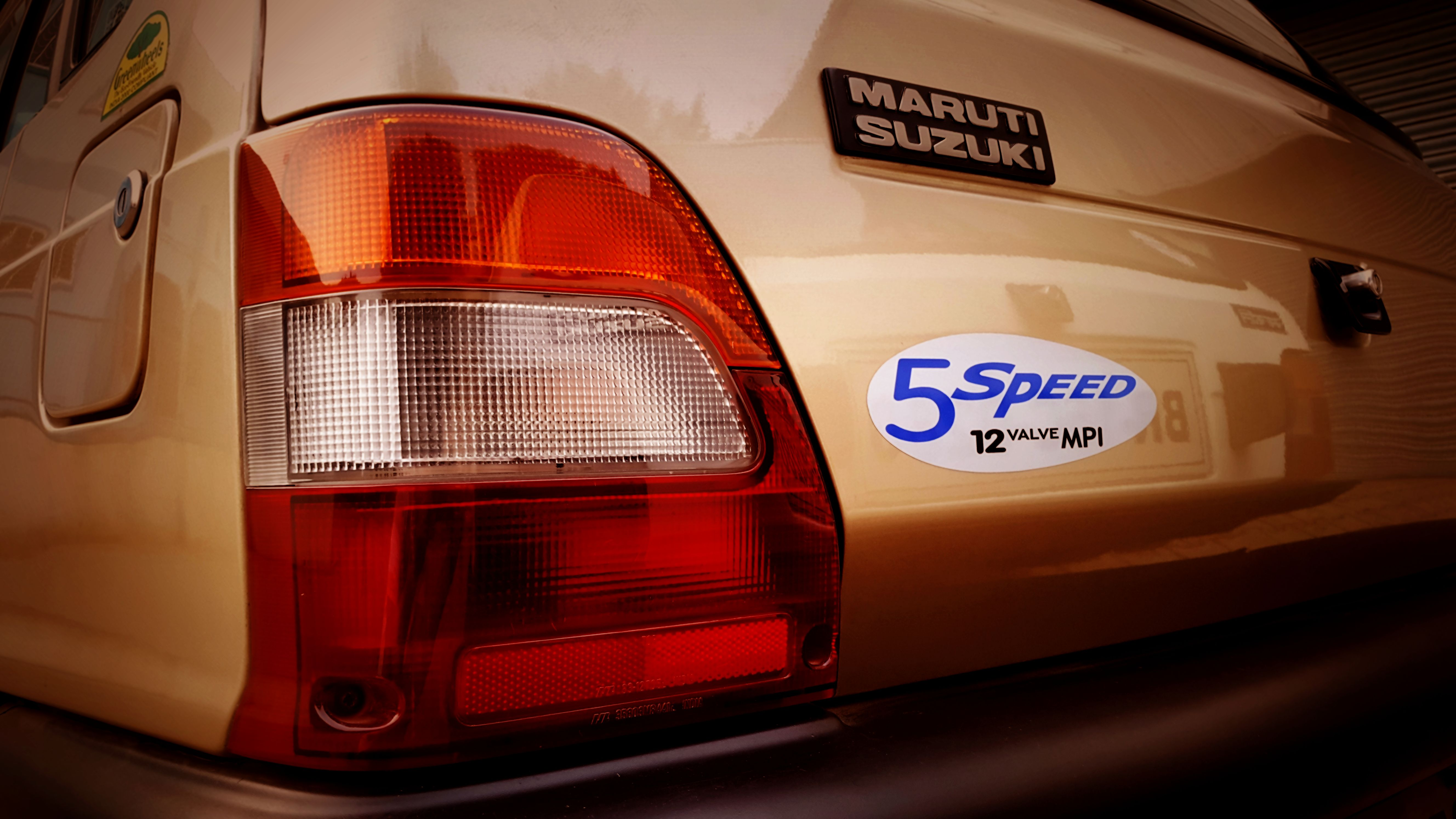

| ماروتي 800                         | ماروتي 800                                              |
| ---------------------------------- | ------------------------------------------------------- |
| ماروتي 800، النموذج بعد ترقية 1997 |                                                         |
| ملخص                               |                                                         |
| الصانع                             | ماروتي سوزوكي                                           |
| أيضا يسمى                          | سوزوكي ألتوسوزوكي مهران (باكستان)سوزوكي ماروتي (أوروبا) |
| إنتاج                              | 1983-2014 تمبناء وبيع أكثر من 2.7 مليون وحدة            |
| المجسم                             | الهند: هاريانا، جورجاون                                 |
| الجسم والشاسيه                     |                                                         |
| فصل                                | سيارة المدينة                                           |
| نمط الجسم                          | أربعة أبواب هاتشباك                                     |
| تخطيط                              | محرك أمامي، دفع أمامي                                   |
| متعلق ب                            | سوزوكي فرونت                                            |
| مجموعة نقل الحركة                  |                                                         |
| محرك                               | 796 سم مكعب F8B I3                                      |
| توصيل                              | 4 سرعات يدوي5 سرعات يدوي3 سرعات أوتوماتيكي              |
| أبعاد                              |                                                         |
| قاعدة العجلات                      | 2,175 مم (85.6 بوصة)                                    |
| طول                                | 3335 ملم (131.3 بوصة)                                   |
| عرض                                | 1,440 ملم (56.7 بوصة)                                   |
| التسلسل الزمني                     |                                                         |
| خليفة                              | ماروتي ألتو 800                                         |

## المواصفات الفنية

### الأبعاد والأوزان
- الطول الكلي: 3335 ملم (131.3 بوصة)
- العرض الإجمالي: 1,440 ملم (56.7 بوصة)
- الارتفاع الكلي: 1405 ملم (55.3 بوصة)
- قاعدة العجلات: 2175 ملم (85.6 بوصة)
- عرض المسار الأمامي: 1215 ملم (47.835 بوصة)
- عرض المسار الخلفي: 1200 مم (47.244 بوصة)
- الارتفاع عن الأرض: 160 ملم (6.3 بوصة)
- وزن السيارة فارغة: 650 كجم (1433 رطلاً) بدون التيار المتردد، 665 كجم (1.466 رطل) مع التيار المتردد
- الوزن الإجمالي للمركبة: 1,000 كجم (2,205 رطل)

### القدرات
- سعة الجلوس: 4 أشخاص كحد أقصى
- سعة خزان الوقود: 28 لتر (7.4 جالون أمريكي)
- زيت المحرك: ~ 2.7 لتر بما في ذلك فلتر الزيت
- زيت ناقل الحركة: ~ 2.1 لتر
- سائل التبريد: 3.5 لتر
- سائل غسيل الزجاج الأمامي: 1.75 لتر

### الأداء
- السرعة القصوى: 140 كم / ساعة (87 ميل في الساعة)؛ 145 كم / ساعة (90.1 ميل / ساعة)
- 0-100 كم / ساعة (0-62 ميل في الساعة): 14 ثانية

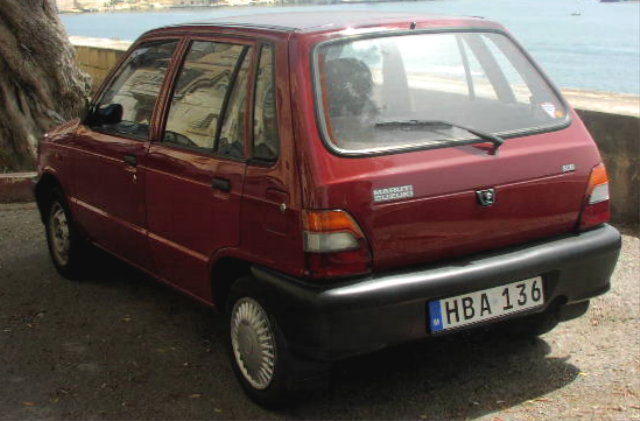
ماروتي سوزوكي 800 في أوروبا. منظر خلفي لشاحنة 800 مُحسَّن الوجه، مع غطاء صندوق السيارة ومصابيح خلفية مُعاد تشكيلها، وتم نقل لوحة الترخيص إلى أسفل في المصد

### اقتصاد الوقود
- الطريق السريع بالأميال: 16 كم / لتر (6.3 لتر / 100 كم؛ 38 ميلا في الغالون الولايات المتحدة)
- مدينة الأميال: 13.5 كم / لتر (7.4 لتر / 100 كم؛ 32 ميلا في الغالون ‑ الولايات المتحدة)
- الأميال الإجمالية: 14.1 كم / لتر (7.1 لتر / 100 كم؛ 33 ميلا في الغالون الولايات المتحدة)

### المحرك
- طراز المحرك: F8B MPFI (4 سرعات)، F8D MPFI (5 سرعات)
- الإزاحة: 796 سم مكعب (49 متر مكعب)
- عدد الصمامات لكل أسطوانة: 2 (F8B)، 4 (F8D)
- عدد الاسطوانات: 3 مضمنة
- نوع الوقود: بنزين
- القدرة القصوى: 37 حصاناً عند 5500 دورة في الدقيقة (F8B)، 45 حصاناً عند 6000 دورة في الدقيقة (F8D)
- السرعة القصوى: 140 كم / ساعة

### التوصيل
- نوع الإرسال: يدوي
- التروس: علبة تروس رباعية السرعات (F8B) علبة تروس 5 سرعات (F8D)

### التعليق
- التعليق الأمامي: دعامة ماكفرسون ونابض لولبي
- التعليق الخلفي: نابض لولبي مع ممتص صدمات مملوء بالغاز

### التوجيه
- نوع التوجيه: الرف والجناح
- الحد الأدنى لنصف قطر الدوران: 4.42 م (14.5 قدماً)

### الفرامل
- المكابح الأمامية: قرصية
- المكابح الخلفية: أسطوانة
- آلية الفرامل: هيدروليكي
- العجلات والإطارات
- الإطارات (شعاعي اختياري): 145/70 R12

## المعرض

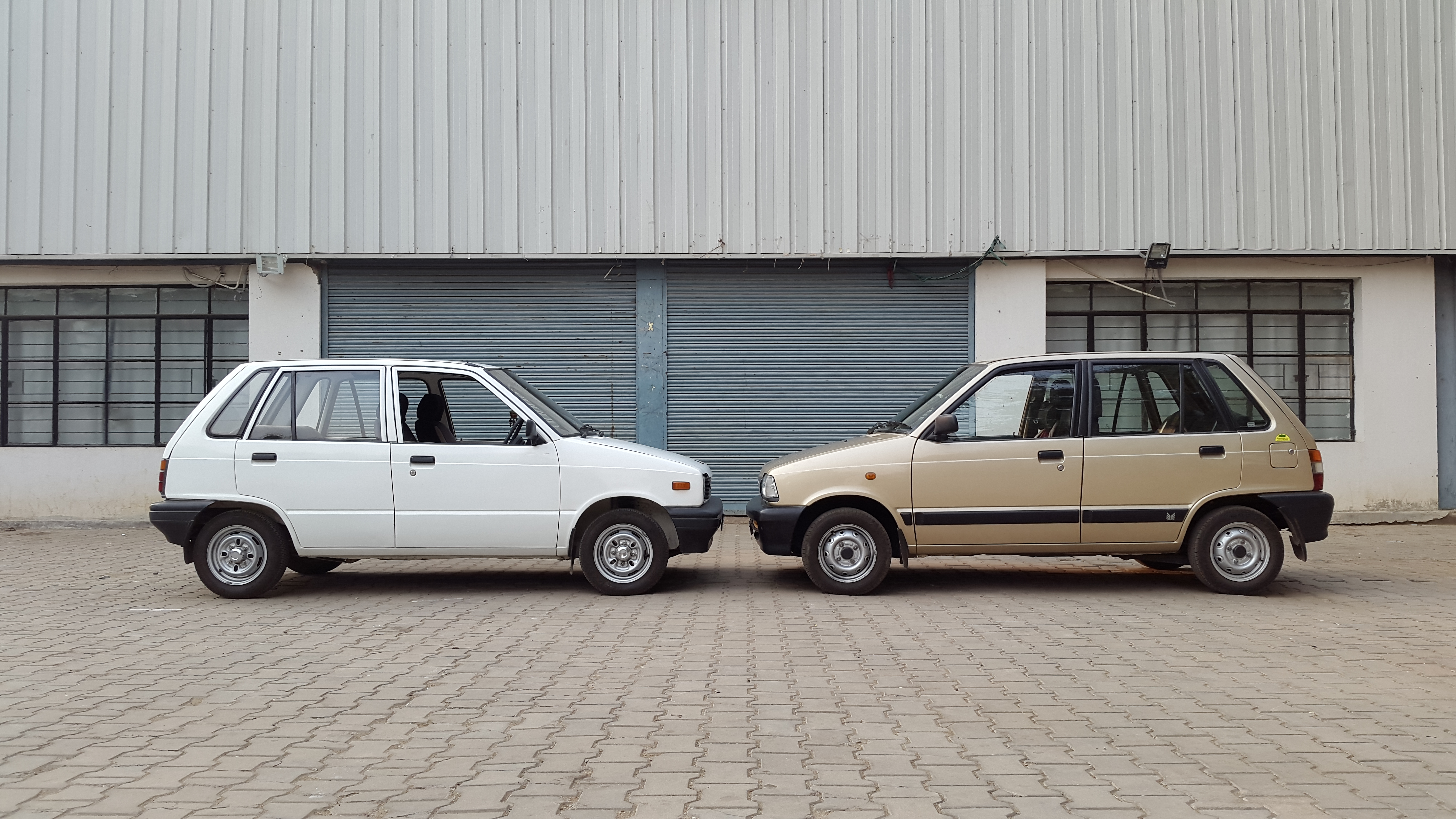
أبيض لؤلؤي من النوع 1 - مقابل لون ذهبي كاليفورنيا 2
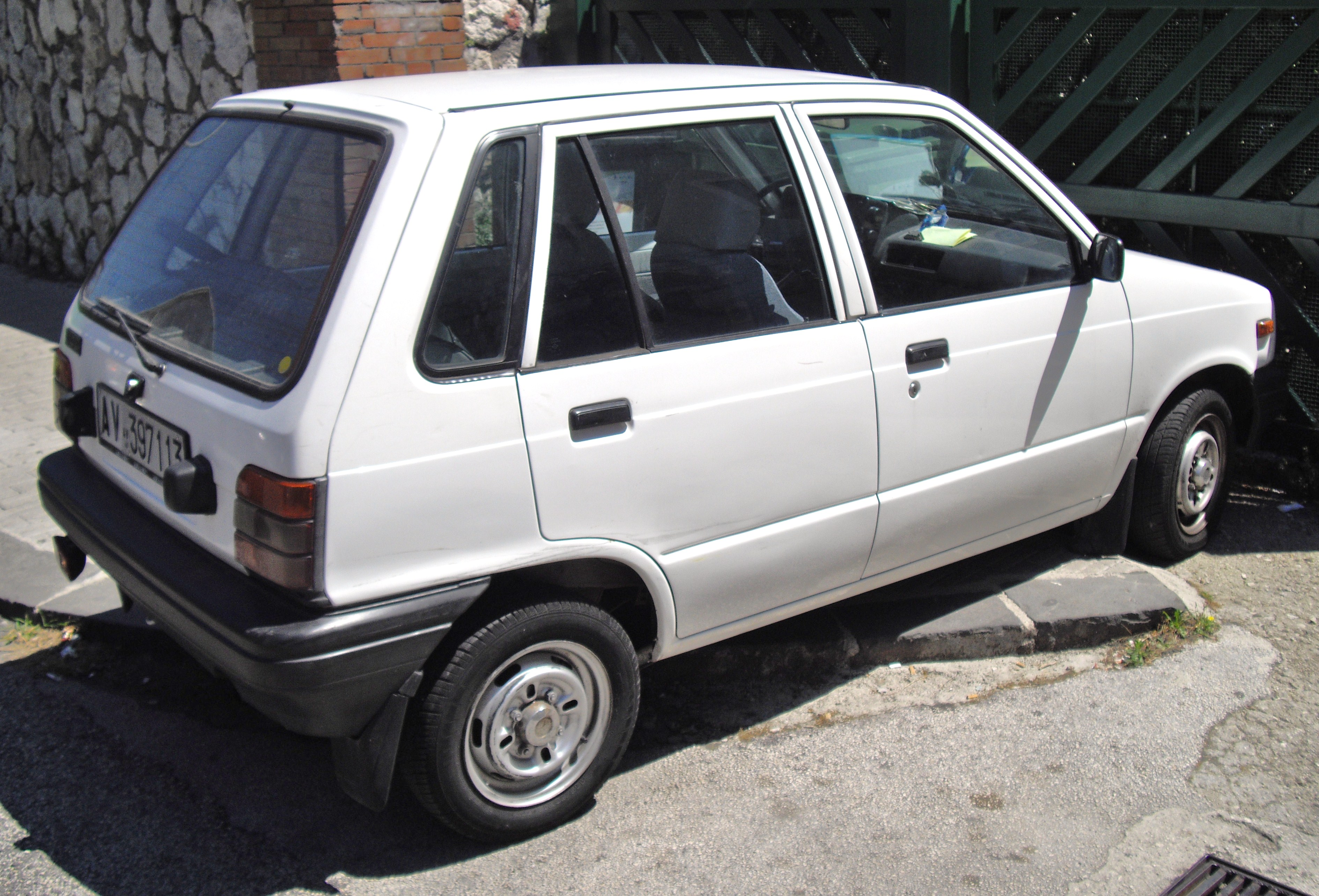
سوزوكي ماروتي 800
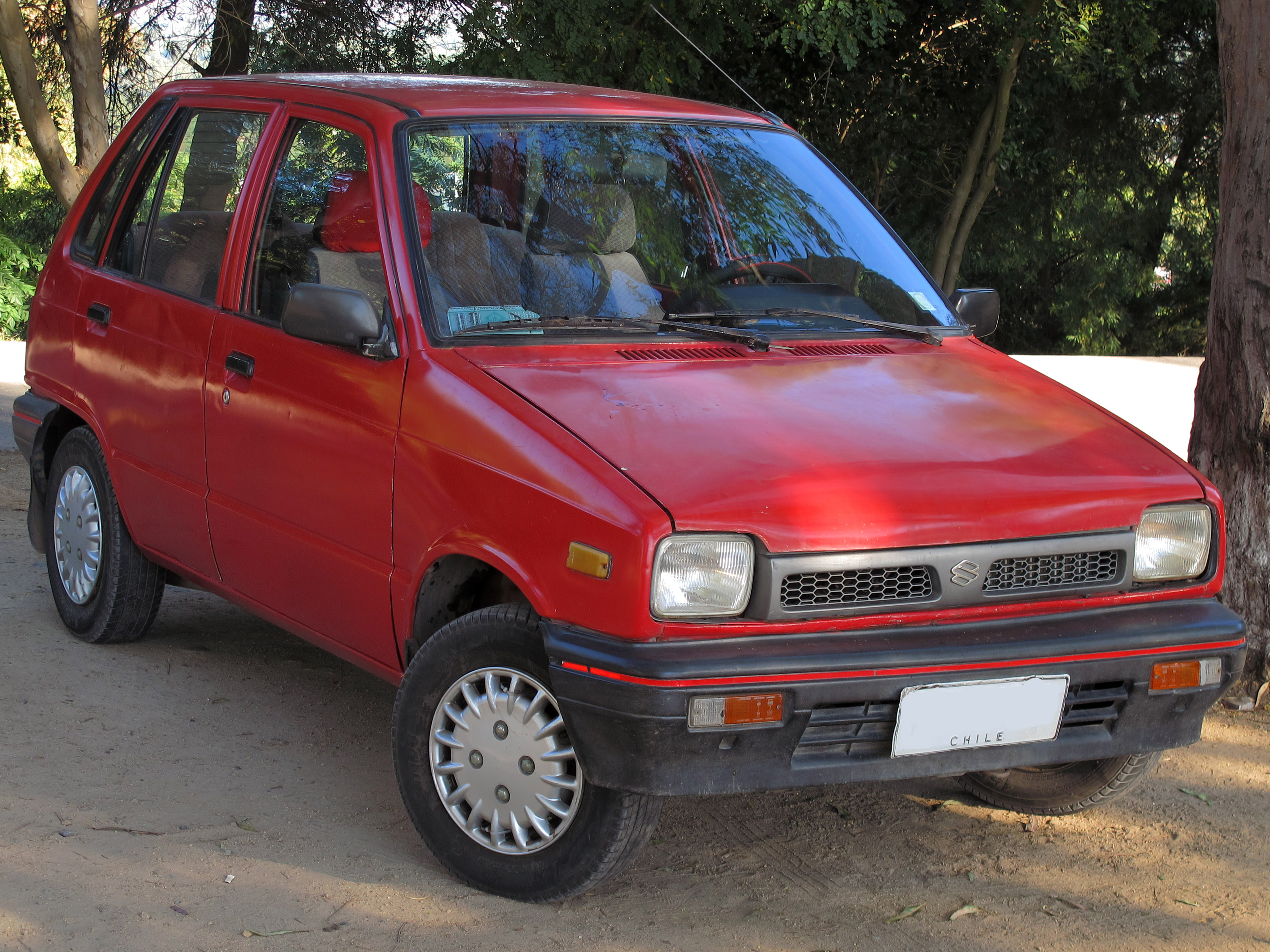
سوزوكي ماروتي 800 - 1996
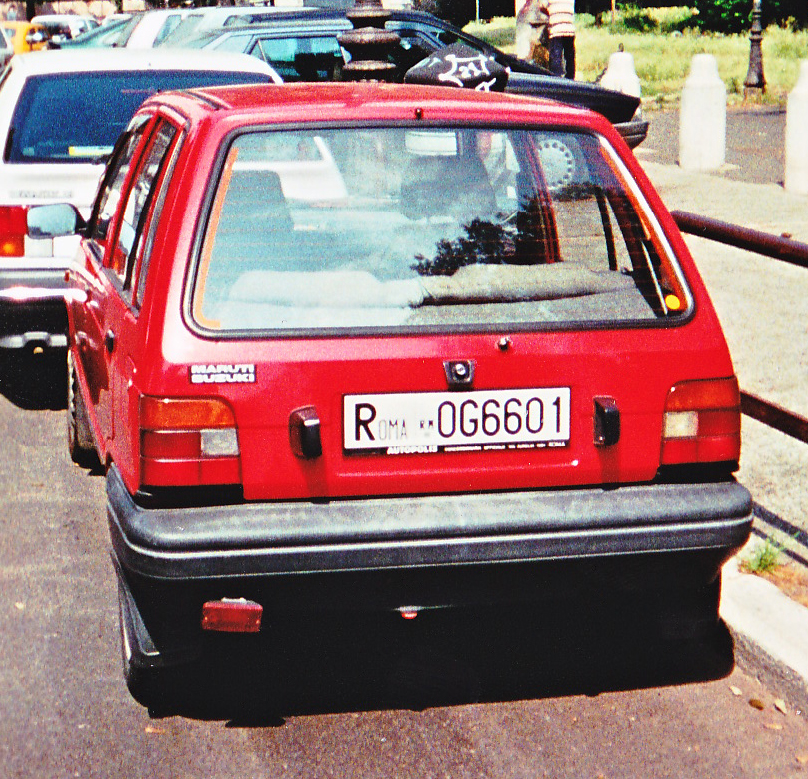
سوزوكي ماروتي 800 - روما
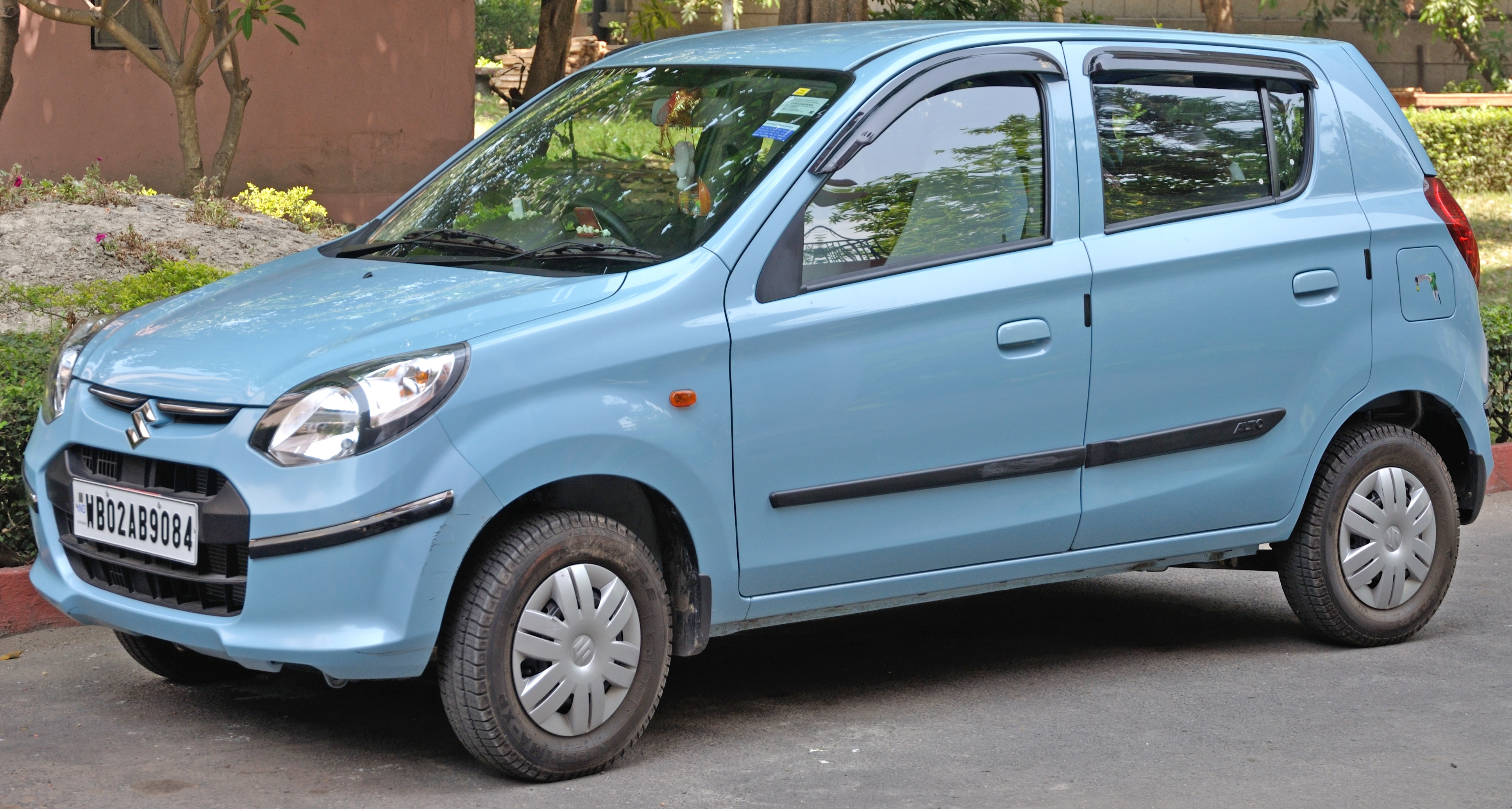
سوزوكي ماروتي ألتو 800
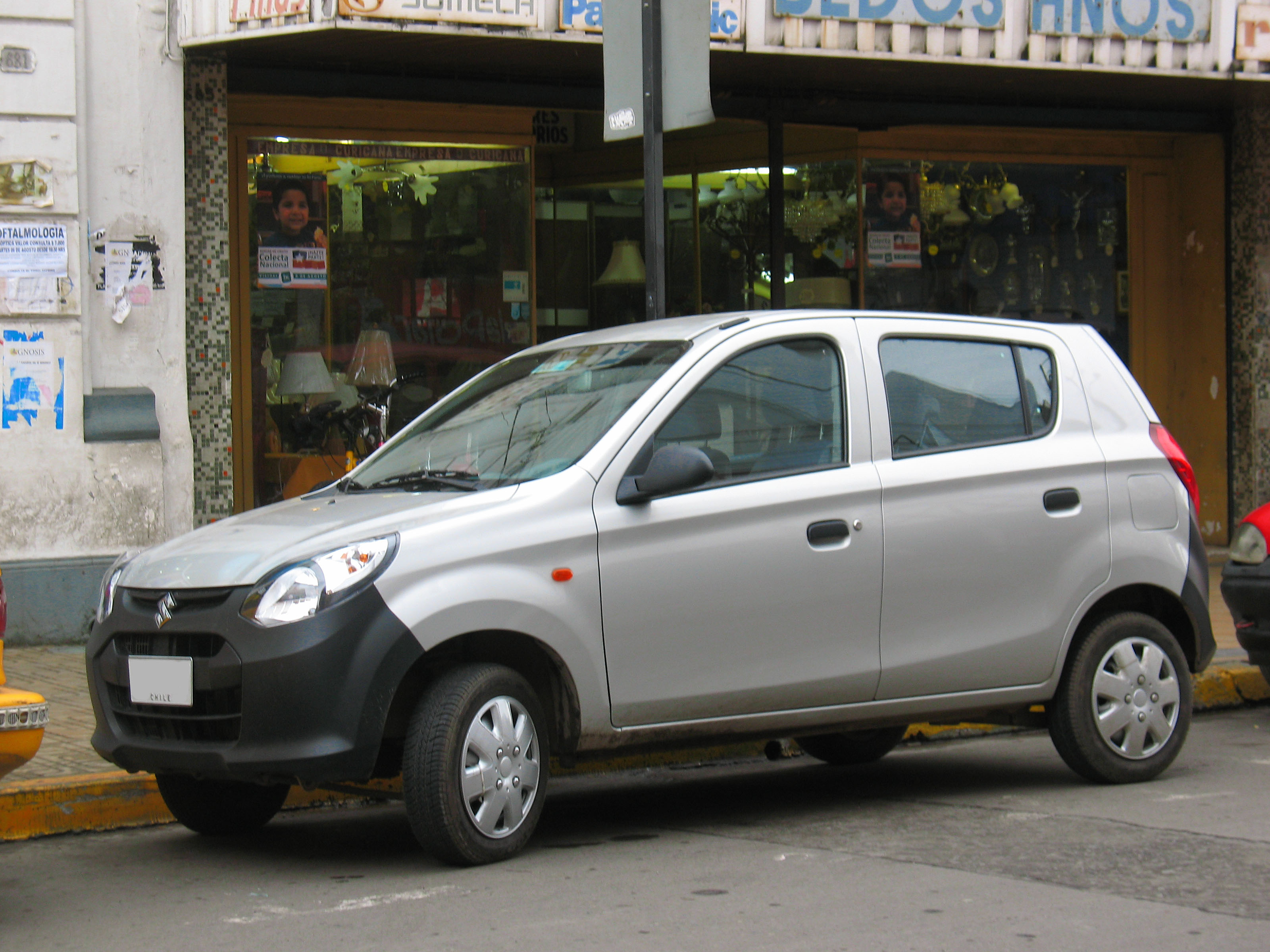
سوزوكي ماروتي ألتو 800 - 2013
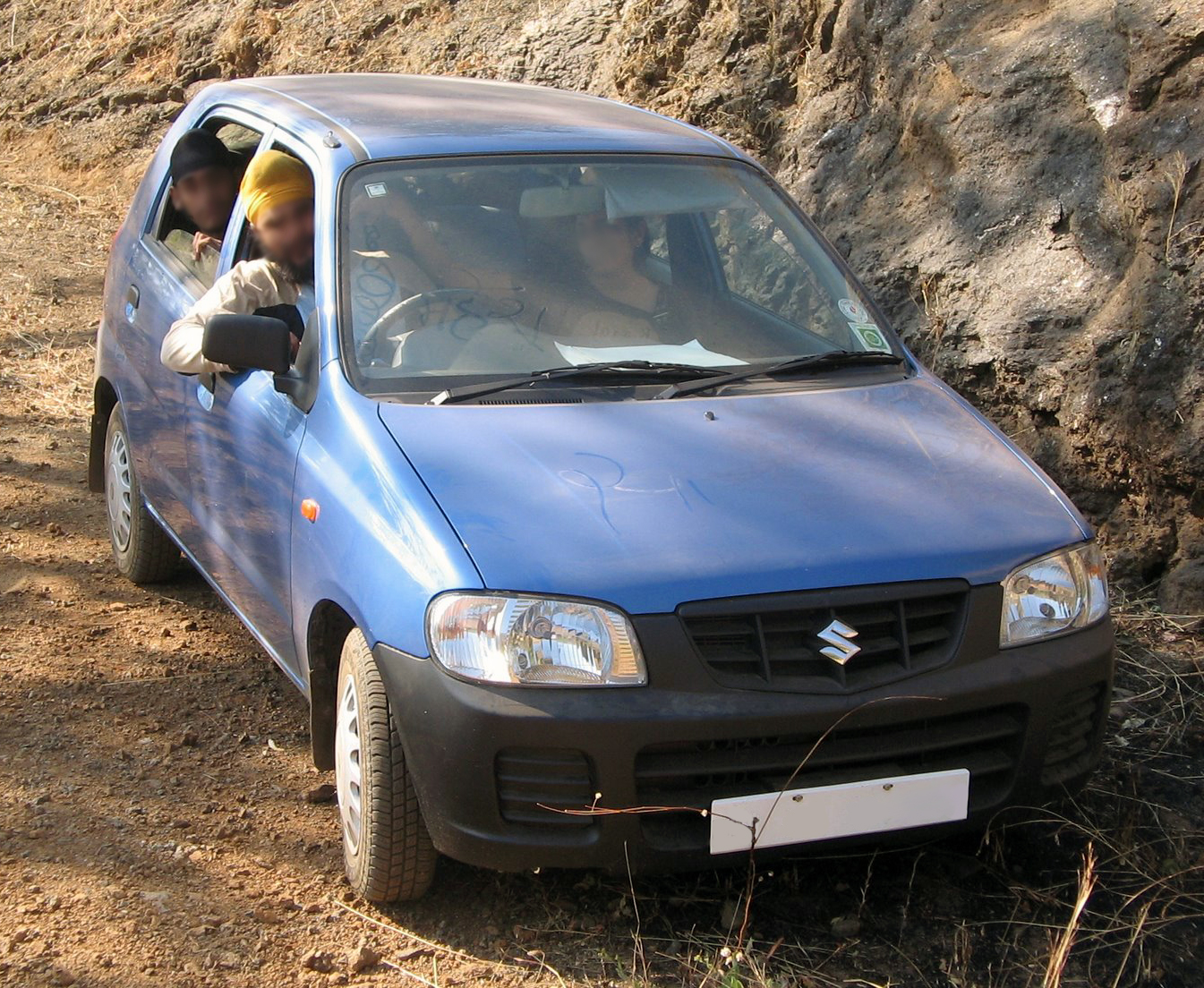
سوزوكي ماروتي ألتو 800
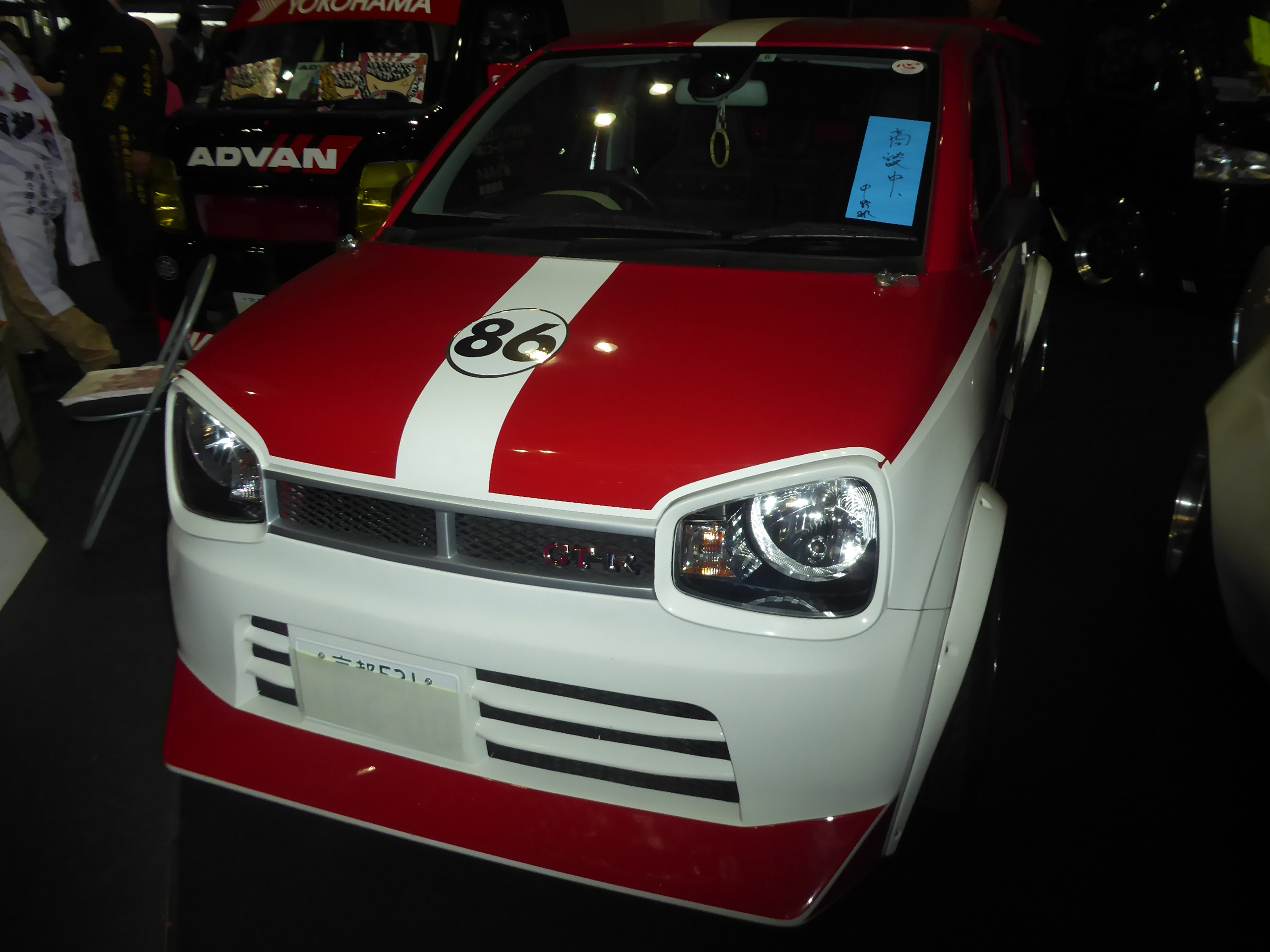
سوزوكي ماروتي ألتو 800 - 2019
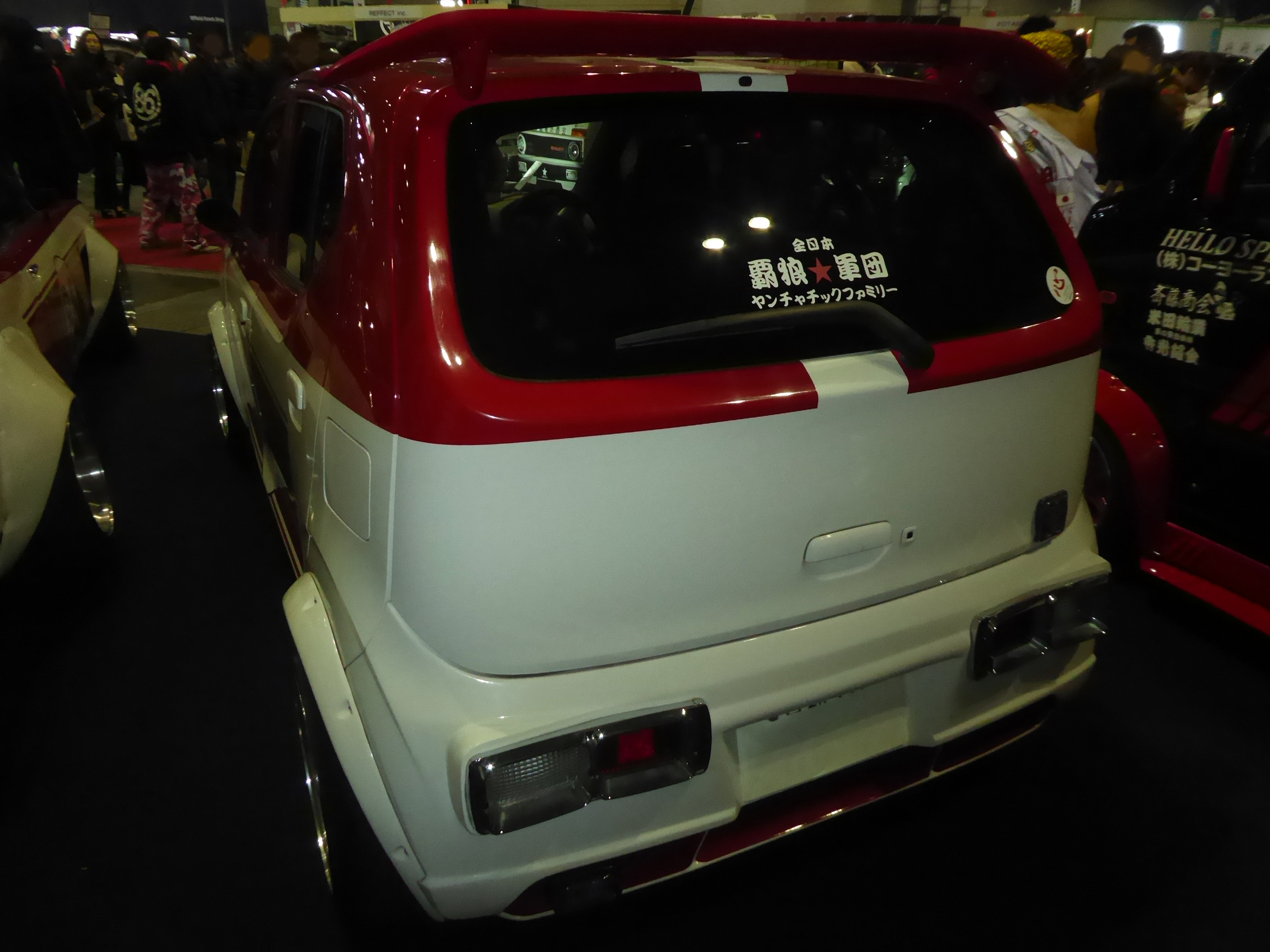
سوزوكي ماروتي ألتو 800 - 2019
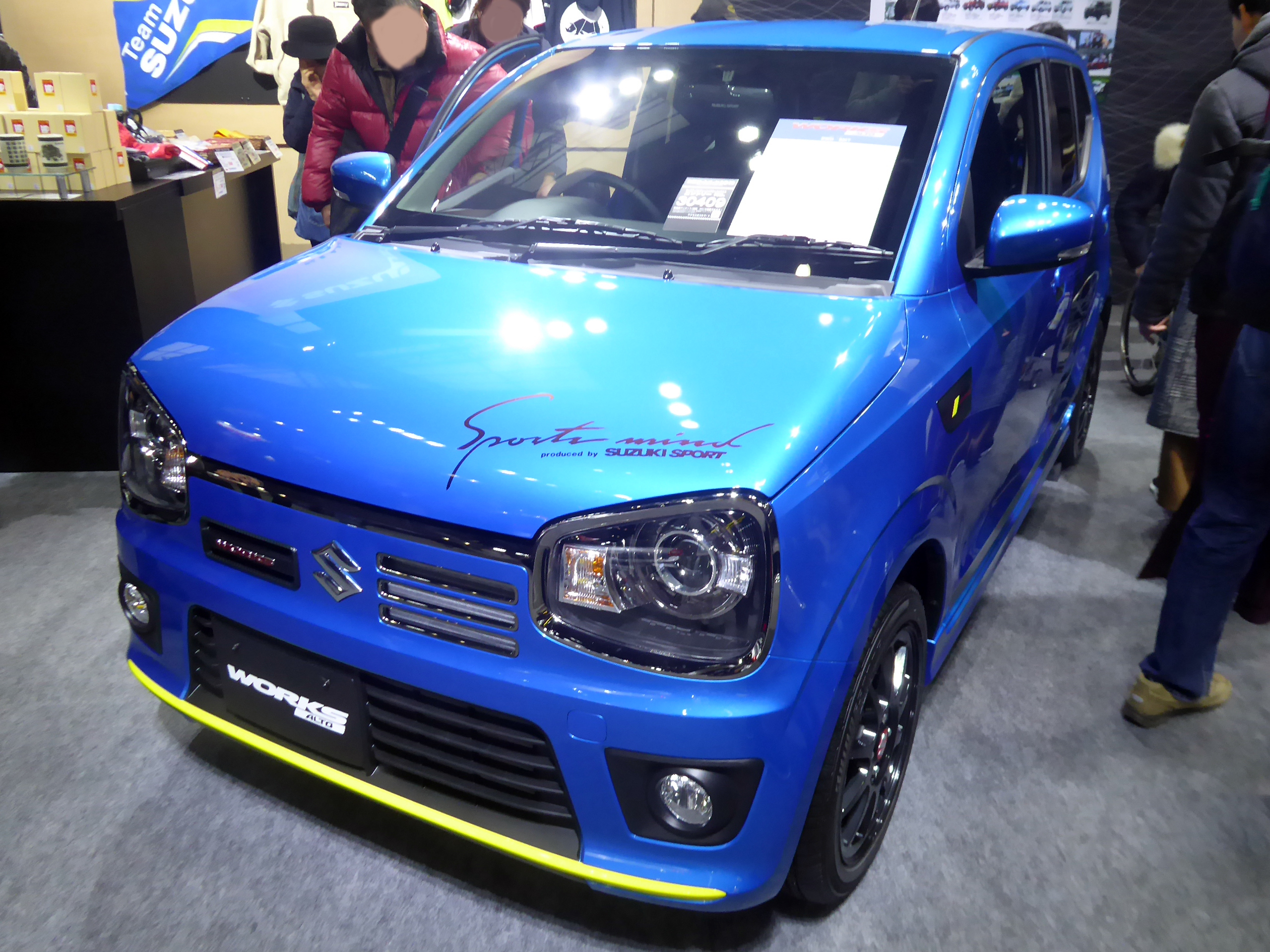
سوزوكي ماروتي ألتو 800 - 2019
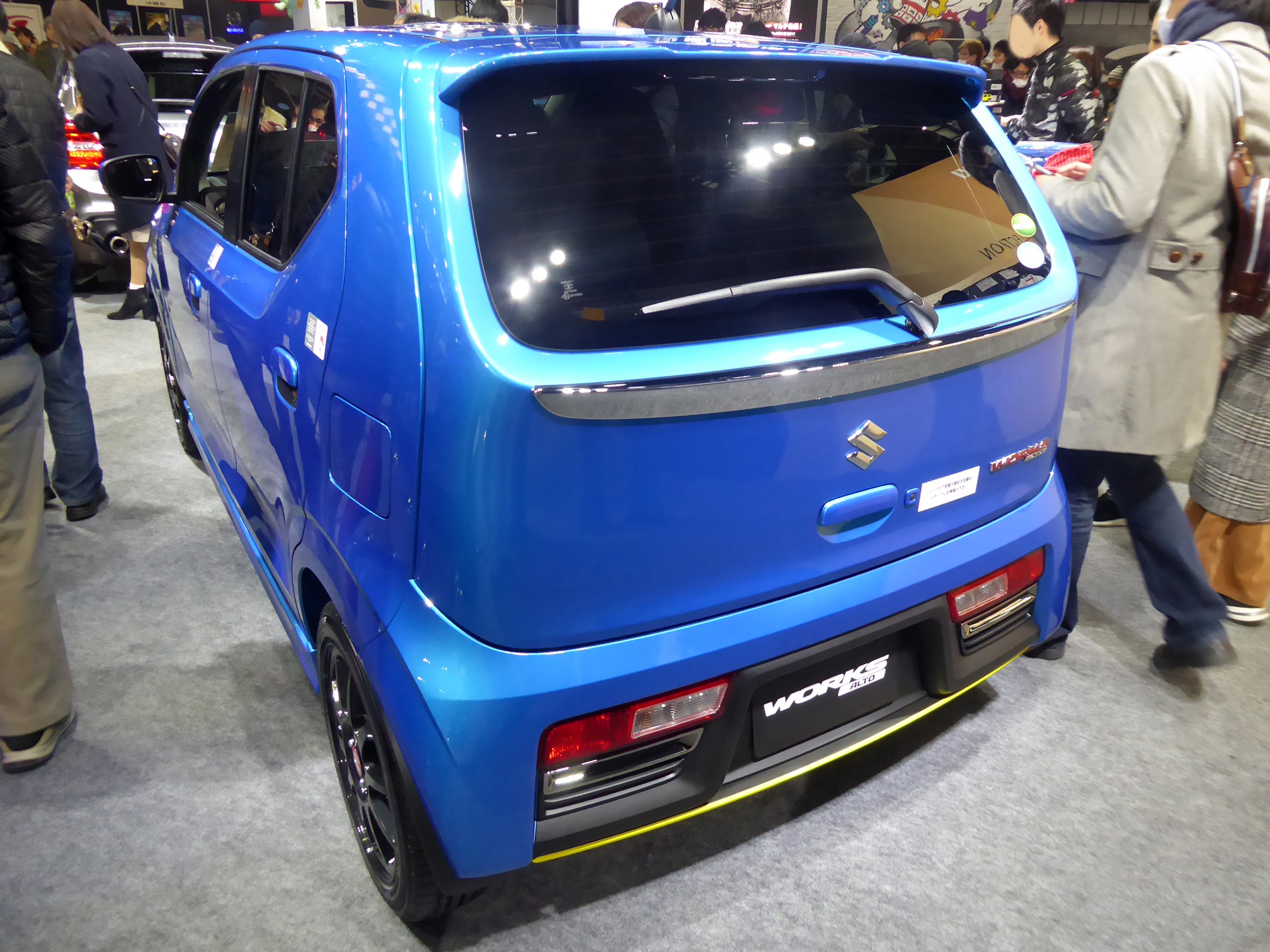
سوزوكي ماروتي ألتو 800 - 2019
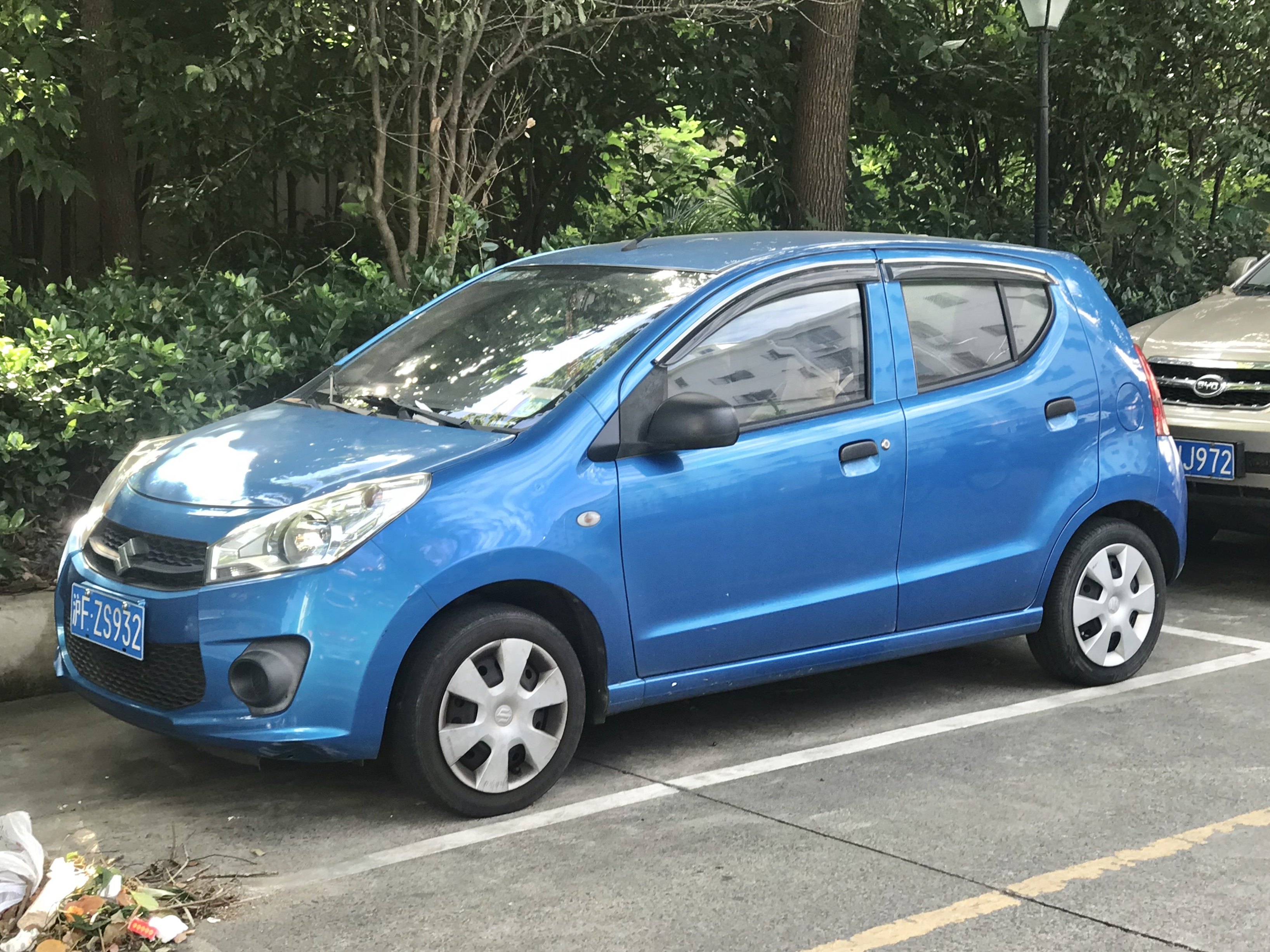
سوزوكي ألتو
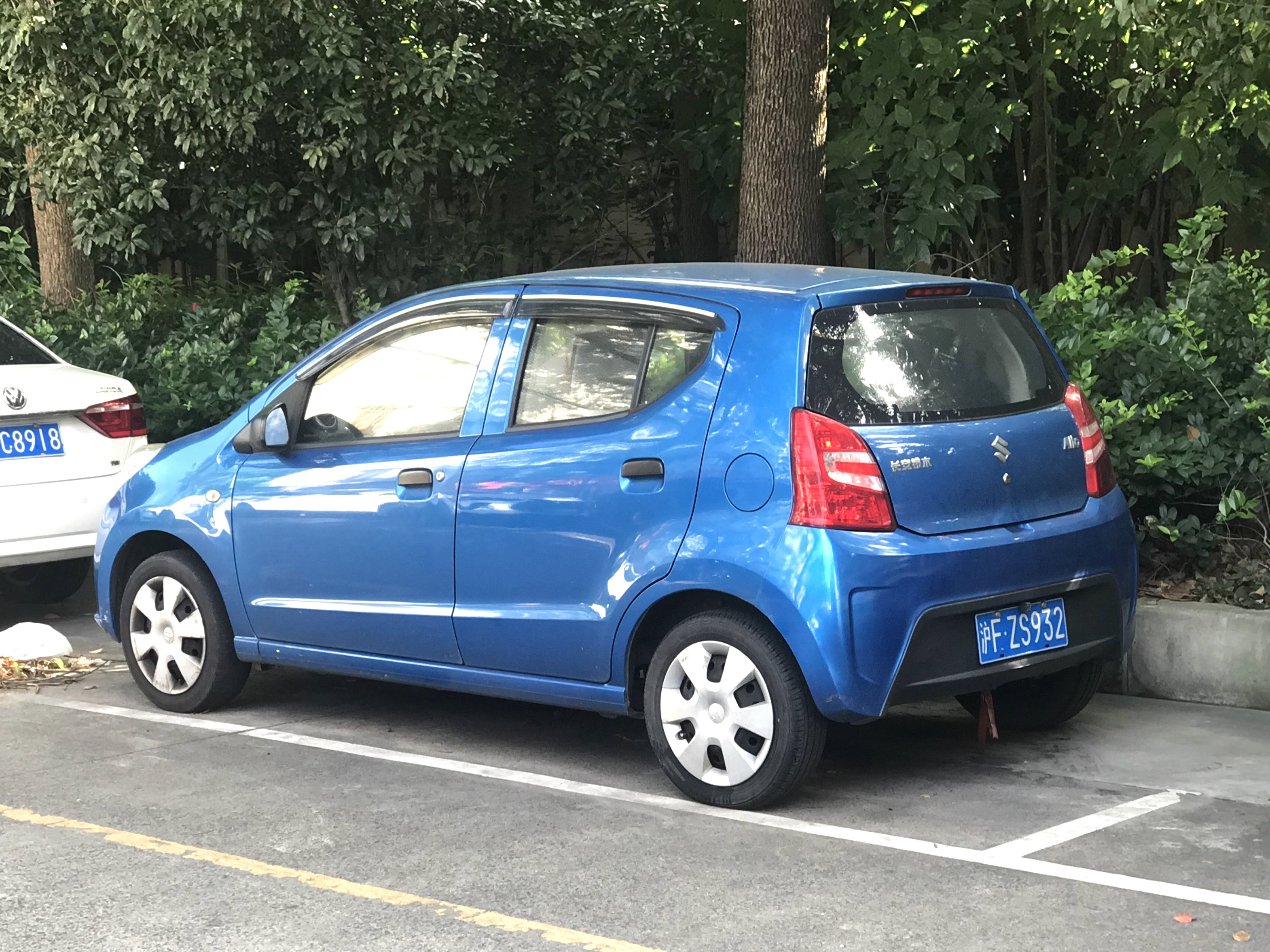
سوزوكي ألتو
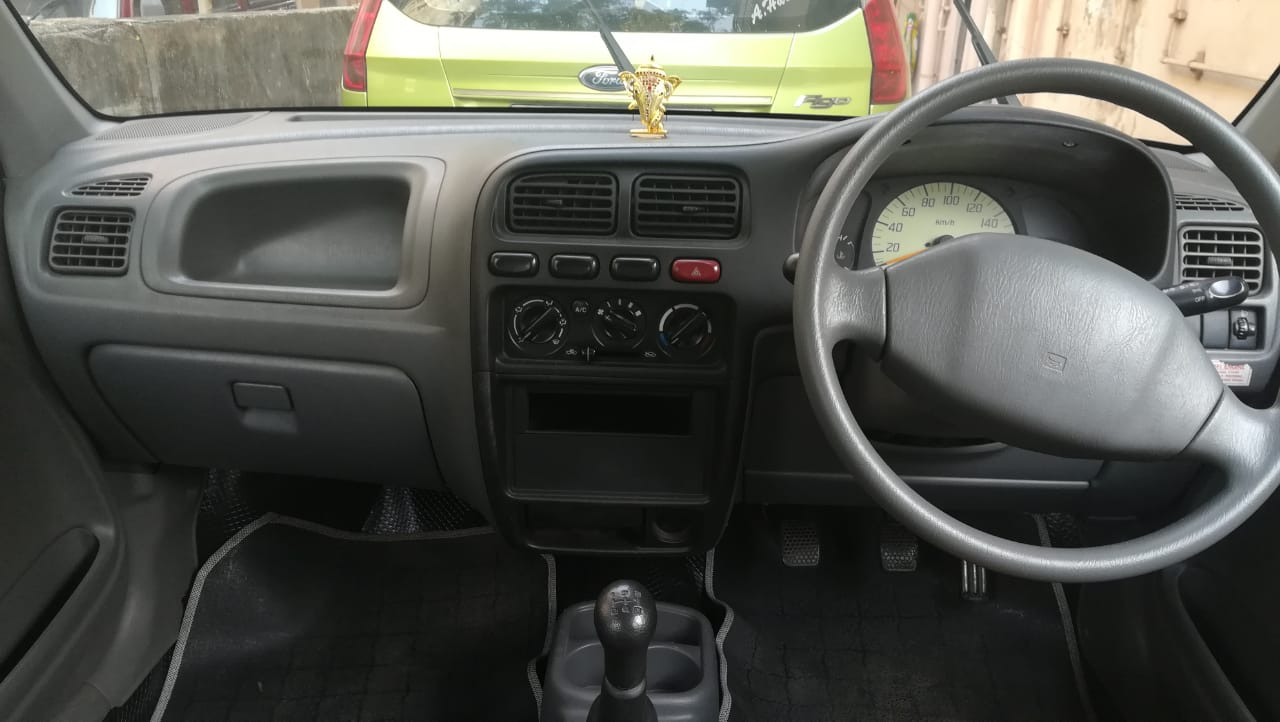
سوزوكي ماروتي ألتو 800 - من الداخل
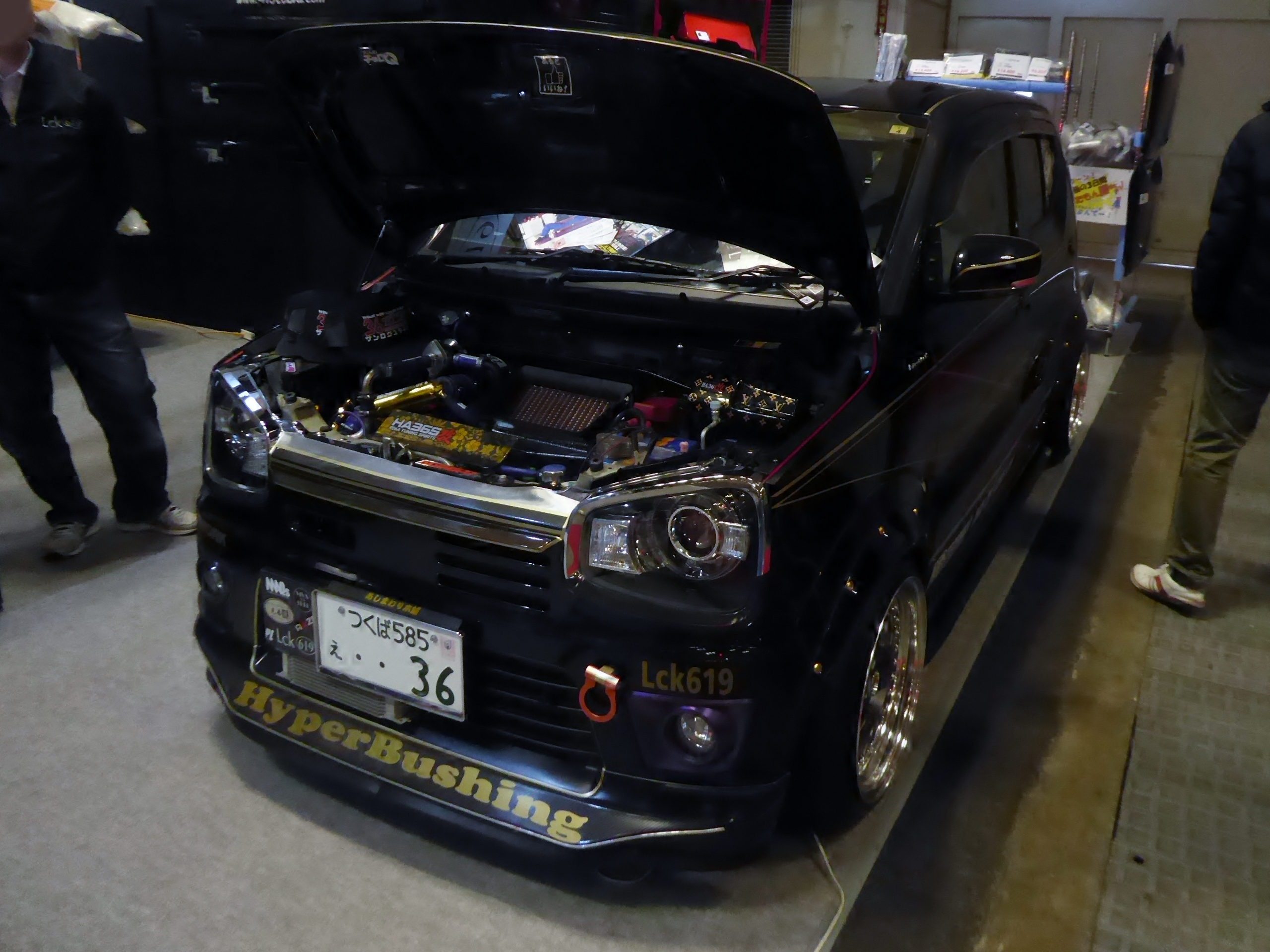
سوزوكي ألتو 2019
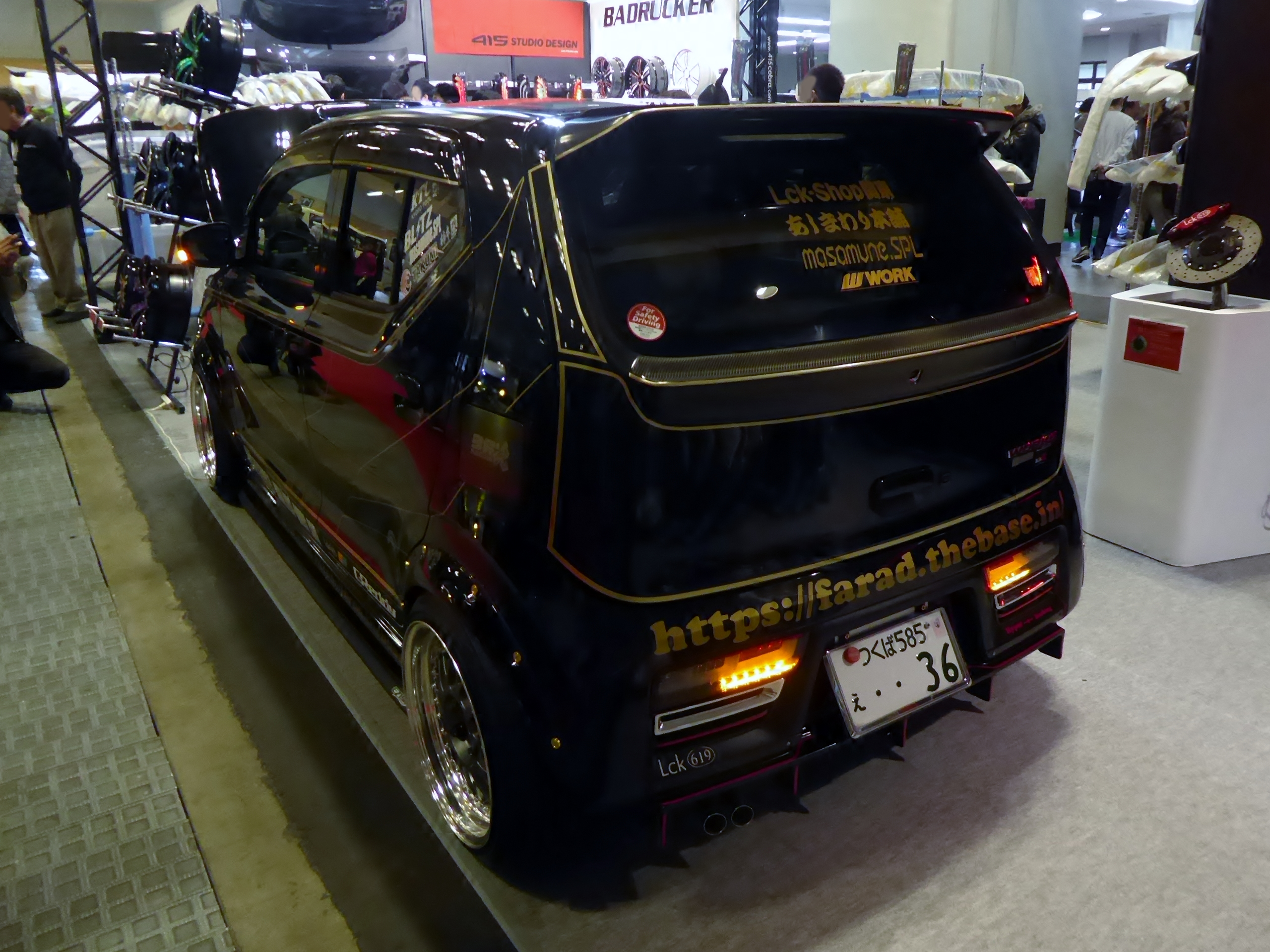
سوزوكي ألتو 2019

## روابط خارجية
ماروتي 800
سوزوكي (شركة)